# Ambassade d'Espagne au Maroc
L'ambassade du Royaume d'Espagne au Maroc est la représentation diplomatique du Royaume d'Espagne au Royaume du Maroc. Elle est située à Rabat, la capitale du pays et son ambassadeur est Ricardo Díez-Hochleitner Rodríguez depuis le 30 mai 2015.

## L'ambassade
Depuis 2004, l'ambassade est située au 3, Rue Aïn Khalouiya, Avenue Mohamed VI, Km. 5,3 Souissi, 10170 à Rabat.
L'ancien siège de l'ambassade aujourd'hui occupé par l'Institut Cervantes est situé au 5, rue Médenine à Rabat.

## Ambassadeurs d'Espagne au Maroc
| Ambassadeur                         | image | date de début de mission | date de remise des lettres de créance | date de fin de mission | Roi(s) du Maroc       |
| ----------------------------------- | ----- | ------------------------ | ------------------------------------- | ---------------------- | --------------------- |
| José Felipe de Alcover y Sureda     |       | août 1956                | 6 juin 1956                           |                        | Mohammed V            |
| Cristóbal del Castillo y Campos     |       | 1958                     | 10 septembre 1958                     | 1962                   | Mohammed V/Hassan II  |
| Manuel Aznar                        |       | 1963                     |                                       | 1964                   | Hassan II             |
| Eduardo Ibáñez y García de Velasco  |       | 8 février 1964           |                                       | 1969                   | Hassan II             |
|                                     |       |                          |                                       |                        | Hassan II             |
| Alfonso de la Serna y Gutiérrez     |       | 1977                     |                                       | 1983                   | Hassan II             |
| Raimundo Bassols Jacas              |       | 1985                     |                                       | 1988                   | Hassan II             |
| Joaquín Ortega Salinas              |       | 1988                     |                                       | 1992                   | Hassan II             |
|                                     |       |                          |                                       |                        | Hassan II             |
| Gabriel Ferrán de Alfaro            |       | 4 novembre 1994          |                                       | 13 de juin de 1997     | Hassan II             |
| Jorge Dezcallar                     |       | 13 juin 1997             |                                       | 2001                   | Hassan II/Mohammed VI |
| Fernando Arias-Salgado              |       | 1 octobre 2001           | 26 septembre 2001                     |                        | Mohammed VI           |
| Luis Planas Puchades                |       | 1 mai 2004               |                                       | 5 octobre 2010         | Mohammed VI           |
| Alberto José Navarro González,      |       | octobre 2010             |                                       | 2013                   | Mohammed VI           |
| José de Carvajal Salido,            |       | 4 octobre 2013,          |                                       | 2015                   | Mohammed VI           |
| Ricardo Díez-Hochleitner Rodríguez, |       | 30 mai 2015,             | 17 septembre 2015                     |                        | Mohammed VI           |
| Enrique Ojeda                       |       | janvier 2024             |                                       |                        | Mohammed VI           |

## Consulats
L'Espagne dispose également de sept consulats généraux au Maroc, basés à:
- Agadir
- Casablanca
- Larache
- Nador
- Rabat
- Tanger
- Tétouan